# آنجلینا نیکونوا
آنجلینا نیکونوا (انگلیسی: Angelina Nikonova؛ زادهٔ february ۲۷, ۱۹۷۶ (۴۹ سال)) کارگردان اهل روسیه است.

## بیوگرافی
آنجلینا نیکونوا در روستوف بر دُن (Rostov-on-Don) به دنیا آمد. او از کودکی رویای کارگردانی سینما را داشت. با این حال، وضعیت تولید فیلم ملی در روسیه، به ویژه برای یک زن، پیچیده است. همانطور که آنجلینا می گوید: «به ندرت به زنان به عنوان کارگردان سینما اعتماد می شود». علاوه بر این، تماشاگران روسی معمولاً تمایلی به محصولاتی که به طور ملی تولید می‌شوند، نشان نمی‌دهند و غالباً ترجیح می‌دهند به تماشای فیلم‌های هالیوودی بپردازند تا آثار تولیدشده در روسیه. با این حال، آنجلینا (آنجلینا نیکونوا) از رویای خود دست نکشید و برای ورود به دانشگاه دولتی سینماتوگرافی تمام روسیه، که با نام S. A. Gerasimov و یا VGIK مشهور است، درخواست داد. او در ادامه ادعا کرد که مهاجرت به ایالات متحده برای او آسان‌تر از پذیرش در VGIK بود. آنجلینا در سال ۲۰۰۱ از مدرسه هنرهای تجسمی نیویورک فارغ‌التحصیل شد.

## حرفه
در سال ۲۰۱۱، آنجلینا نیکونوا و شریک زندگی‌اش، اولگا دیهوویچنایا، فیلم سینمایی "پرتره گرگ و میش" (Portret v symerkah) را با استفاده از یک دوربین بازتابنده ساده و به دلیل محدودیت بودجه، تولید کردند. این فیلم با وجود بودجه کم، موفقیت بزرگی به دست آورد و چندین جایزه از جمله جایزه بین‌المللی بهترین فیلم اول در سال ۲۰۱۱ در جشنواره بین‌المللی فیلم ورشو را کسب کرد.
برای این فیلم، آنجلینا نیکونوا نقش‌های متعددی را ایفا کرد، از جمله کارگردان، فیلمنامه‌نویس، تهیه‌کننده، مدیر لوکیشن، کارگردان بازیگران، هنرمندان گریم و کارگردان هنری. در همین زمان، او همچنین به عنوان سازمان‌دهنده جشنواره بین‌المللی فیلم ۲morrow/Zavtra فعالیت می‌کرد.

## فیلم شناسی
- 2000 - "ایزوسلس" - یک فیلم کوتاه، کار فارغ التحصیل.[7]
- 2005 – «نقطه بازگشت» – مستند، کارگردان.[8]
- 2011 - "پرتره گرگ و میش" - کارگردان، فیلمنامه نویس، تهیه کننده.

1393 - "ولکام خم" - کارگردان، فیلمنامه نویس.[9]

### پرتره گرگ و میش
فیلم "پرتره گرگ و میش" (به زبان روسی: Portret v Sumerkakh) اولین نمایش جهانی خود را در جشنواره فیلم روسی Kinotavr در سال ۲۰۱۱ ارائه داد. این فیلم در جشنواره به موضوعی بحث‌برانگیز میان منتقدان و تماشاگران تبدیل شد.
فیلمبرداری "پرتره گرگ و میش" بر روی دوربین Canon EOS 5D Mark II انجام شد که از یکی از دوستان آنجلینا نیکونوا قرض گرفته شده بود. این فیلم طی ۲۹ روز در روستوف-آن-دون با ۵ تا ۶ نفر خدمه، متشکل از دوستان و همکلاسی‌های نیکونوا، فیلمبرداری شد. تولید این فیلم شامل ۸۰ شخصیت و ۵۰ مکان مختلف بود.
در ابتدا، فیلمنامه توسط اولگا دیهوویچنایا در مدت دو روز نوشته شد، اما بعدها آنجلینا نیکونوا آن را ویرایش کرد. وی در مصاحبه‌ای اظهار داشت که این درام به مقداری "نور" نیاز داشت.

## جوایز و نامزدی
- 2011 – پرتره گرگ و میش – جشنواره فیلم روسی باز Kinotavr، بهترین فیلمبرداری، Eben Bull
- 2011 – پرتره گرگ و میش – جشنواره بین المللی فیلم ریکیاویک، جایزه بزرگ.
- 2011 - پرتره گرگ و میش - جشنواره بین‌المللی فیلم ورشو، برنده مسابقه 1-2، "برای رویکرد اصلی و شجاعت در نشان دادن وضعیت واقعی زنان در دنیایی که در آن قوی‌تر از قوی‌ترین مرد هستند".
- 2011 – پرتره گرگ و میش – نوزدهمین جشنواره فیلم روسی هانفلور، بهترین فیلم اول و بهترین فیلمنامه، اولگا دیهوویچنایا، آنجلینا نیکونوا.
- 2011 – پرتره گرگ و میش – جایزه سالانه انجمن مورخان سینما و منتقدان فیلم در مسکو، بهترین فیلم اول.

2011 – پرتره گرگ و میش – بیست و یکمین جشنواره فیلم کوتبوس – جشنواره سینمای اروپای شرقی، بهترین فیلم

## کتاب شناسی
1. مدرسه فیلم مک گافین، مصاحبه با آنجلینا نیکونوا، 19، مارس، 2013.
2. مدرسه تهمت، مصاحبه با آنجلینا نیکونوا و اولگا دیچوویچنایا، 26، اکتبر 2012.
3. Pilipenko G. "یک سگ" و یک دامن از کارگردان آنجلینا نیکینوا، 22، دسامبر، 2011.
4. Proletarskij A., Angelina Nikonova: امید در پایان درامی که من آن را "هوا" می نامم، 1 فوریه 2012.
5. Proletarskij A., Angelina Nikonova: امید در پایان درامی که من آن را "هوا" می نامم، 1 فوریه 2012.
6. دن فاینارو "پرتره گرگ و میش"، 16 نوامبر 2011.
7. Pilipenko G.، پرتره گرگ و میش: ساخته شده در روستوف!، 7، آوریل، 2012.
8. Birgit Beumers, Nancy Condee, Kinotavr 2011: Russian Cinema as a State of Mind, KinoKultura: شماره 34 (2011).